# S.P.O.R.T.
S.P.O.R.T. – pierwsza solowa płyta polskiego rapera Tede. Wydanie ukazało się 5 czerwca 2001 roku nakładem wytwórni muzycznej R.R.X.. Gościnnie na albumie wystąpili raperzy Borixon (Borys), WSZ i CNE oraz zespół V.E.T.O. Płyta dotarła do 2. miejsca polskiej listy przebojów OLiS, znalazłszy 30 tys. nabywców.
Promujący płytę singel pt. „Wyścig szczurów” został pobrany 500 tys. razy z platformy muzycznej portalu Wirtualna Polska. Piosenka trafiła także na listę „120 najważniejszych polskich utworów hip-hopowych” według serwisu T-Mobile Music. Sam album znalazł na 26. miejscu listy „120 najważniejszych albumów polskiego hip-hopu” także według serwisu T-Mobile Music.
W 2002 roku w kooperacji z oficyną Doperacja wydawnictwo trafiło do sprzedaży na dwóch płytach gramofonowych.
Reedycja albumu ukazała się 23 maja 2011 roku nakładem wytwórni Klasyk. Do wznowienia została dołączona druga płyta na której znalazły się m.in. remiksy.

## Lista utworów
Opracowano na podstawie materiału źródłowego.
| CD1 1. „Intro” – 1:04 2. „Łaaaał” – 3:25 3. „Witaj w domu” – 3:04[A] 4. „Mróz (Panzerfast)” – 3:57 5. „Odcinam się” gościnnie Borys – 3:30 6. „Dyskretny chłód” – 3:21[B] 7. „Ja trwam” – 3:11 [C] 8. „Winią nas” – 0:47[D] 9. „Dokładnie tak” – 3:47 10. „A pamiętasz jak...” gościnnie WSZ i CNE – 4:20 11. „Kontrast” – 0:48 12. „Ona jest...” – 5:05 13. „PLNY II” – 4:57 14. „Zawieszka” – 2:01 15. „Baunsuj ze mną” gościnnie Borys – 4:13 16. „Wyścig szczurów” – 4:02[E] 17. „Warszafski walczyk” – 3:25 18. „833.333 PLN” – 4:34 19. „Drin za drinem” gościnnie Veto – 4:13[F] 20. „Deszcz/Outro” – 2:08 |  | CD 2 (reedycja) 1. „Iść przez to...” (utwór dodatkowy) – 3:38 2. „Wyścig szczurów” (LP Mix Radio) – 4:05 3. „Wyścig szczurów” (Mario Remix Radio) – 4:35 4. „Ja trwam” (DJ.Buhh Remix Radio) – 3:45 5. „Wyścig szczurów” (TDF Remix Radio) – 4:00 6. „Odcinam się...” gościnnie Borys (LP Mix Radio) – 3:37 7. „Wyścig szczurów” (600V Remix) – 4:28 8. „Wyścig szczurów” (IGS Remix) – 4:27 9. „Wyścig szczurów” (LP Mix) – 4:05 10. „Wyścig szczurów” (Mario Remix) – 4:35 11. „Wyścig szczurów” (TDF Remix) – 4:00 12. „Kombosy” (Mario Remix) – 3:47 13. „Wyścig szczurów” (LP Mix Instrumental) – 4:05 14. „Wyścig szczurów” (Mario Remix Instrumental) – 4:35 15. „Wyścig szczurów” (TDF Remix Instrumental) – 4:00 16. „Ja trwam” (DJ.Buhh Remix Instrumental) – 3:46 |

Notatki
- A^ W utworze wykorzystano sample z piosenki „Use Me” w wykonaniu George'a Bensona[12].
- B^ W utworze wykorzystano sample z piosenki „A kto się kocha w tobie” w wykonaniu Zdzisławy Sośnickiej[12].
- C^ W utworze wykorzystano sample z piosenki „Gram melodramat” w wykonaniu Zdzisławy Sośnickiej[12].
- D^ W utworze wykorzystano sample z piosenki „Wino z win” w wykonaniu Ewy Kuklińskiej[12].
- E^ W utworze wykorzystano sample z piosenki „Pomidory” w wykonaniu Ewy Bem[12].
- F^ W utworze wykorzystano sample z piosenki „Melodia dla Zuzi (Melody for Susan)” w wykonaniu Marka i Wacka[12].

Singel
| Wyścig szczurów |
| --- |
| 1. „Wyścig szczurów” (LP Mix Radio) – 4:05 2. „Wyścig szczurów” (Mario Remix Radio) – 4:35 3. „Ja trwam” (DJ.Buhh Remix Radio) – 3:45 4. „Wyścig szczurów” (TDF Remix Radio) – 4:00 5. „Odcinam się...” gościnnie Borys (LP Mix Radio) – 3:37 6. „Wyścig szczurów” (600V Remix) – 4:28 7. „Wyścig szczurów” (IGS Remix) – 4:27 8. „Wyścig szczurów” (LP Mix) – 4:05 9. „Wyścig szczurów” (Mario Remix) – 4:35 10. „Wyścig szczurów” (TDF Remix) – 4:00 11. „Kombosy” (Mario Remix) – 3:47 12. „Wyścig szczurów” (LP Mix Instrumental) – 4:05 13. „Wyścig szczurów” (Mario Remix Instrumental) – 4:35 14. „Odcinam się...” (LP Mix Instrumental) – 3:37 15. „Wyścig szczurów” (TDF Remix Instrumental) – 4:00 16. „Ja trwam” (DJ.Buhh Remix Instrumental) – 3:46 |